# آيا كاش
آيا رايتشل كاش (بالإنجليزية: Aya Rachel Cash) مواليد (13 يوليو، 1982) مُمثلة تلفزيونية، سينمائية، مسرحية أمريكية. إشتهرت بأدائها شخصية غريتشن كالتر في مُسلسل أنت الأسوأ على قناة «FXX/FX» منذ 2014.

## حياتها الشخصية
ولدت آيا رايتشل كاش في سان فرانسيسكو، كاليفورنيا، والدتها كيم أدونيزيو شاعرة وكاتبة، ووالدها يوجين كاش مُعلم بوذي. جدتها بولين بيتز آدي الفائزة ببطولة ويمبلدون للتنس. إرتادت كاش كلية الفنون في جامعة سان فرانسيسكو في كاليفورنيا، وكلية التمثيل المسرحي في جامعة مينيسوتا. تسكن كاش في مدينة نيويورك.

## أبرز أعمالها

### أعمال سينمائية
- 2013: البدء مرة أخرى
- 2013: ذئب وول ستريت

### أعمال تلفزيونية
- 2006: قانون ونظام
- 2006: القانون والنظام: الوحدة الخاصة للضحايا
- 2014-الآن: أنت الأسوأ
- 2015: العائلة الحديثة
- 2015: ذا غود وايف
- 2019: الرفاق الموسم الأول
- 2020: الرفاق الموسمالثاني
- 2022: الرفاق الموسم الثالث

## وصلات خارجية
- آيا كاش على موقع IMDb (الإنجليزية)
- آيا كاش على موقع ميتاكريتيك (الإنجليزية)
- آيا كاش على موقع روتن توميتوز (الإنجليزية)
- آيا كاش على موقع قاعدة بيانات الأفلام العربية
- آيا كاش على موقع ألو سيني (الفرنسية)
- آيا كاش على موقع تيرنر كلاسيك موفيز (الإنجليزية)
- آيا كاش على موقع أول موفي (الإنجليزية)
- آيا كاش على موقع قاعدة بيانات الفيلم (الإنجليزية)
- آيا كاش على موقع ليتربوكسد (الإنجليزية)
- آيا كاش على موقع كينوبويسك (الروسية)